# Mondaine
Mondaine é uma marca de relógios de punho feito na Suíça pela companhia Mondaine Watch Ltd.

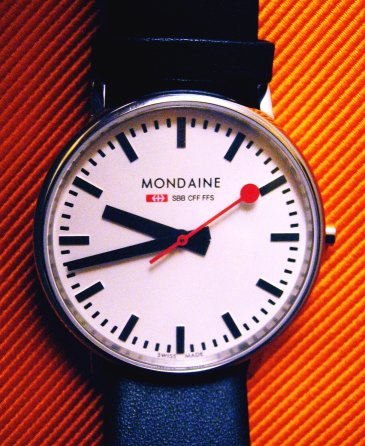
Relógio modelo 30332

A maioria dos relógios Mondaine têm bastante influência de relógios de estações de trem, e de acordo com seu site, a Mondaine é a relojoaria oficial das linhas de trem da Suíça. O desenho do primeiro relógio foi feito em 1944 pelo engenheiro da rede ferroviária suíça Hans Hilfiker (1901-1993). O relógio original foi lançado pela Mondaine em 1986. Em 2006, Mondaine adquiriu 15% das ações da americana Luminox, fazendo com que a marca entre no mercado americano, e que a Luminox entre no mercado europeu e asiático.
Adicionalmente, a Mondaine oferece uma seleção de modelos inspirado no Modernismo.